# انتقال الإلكترون

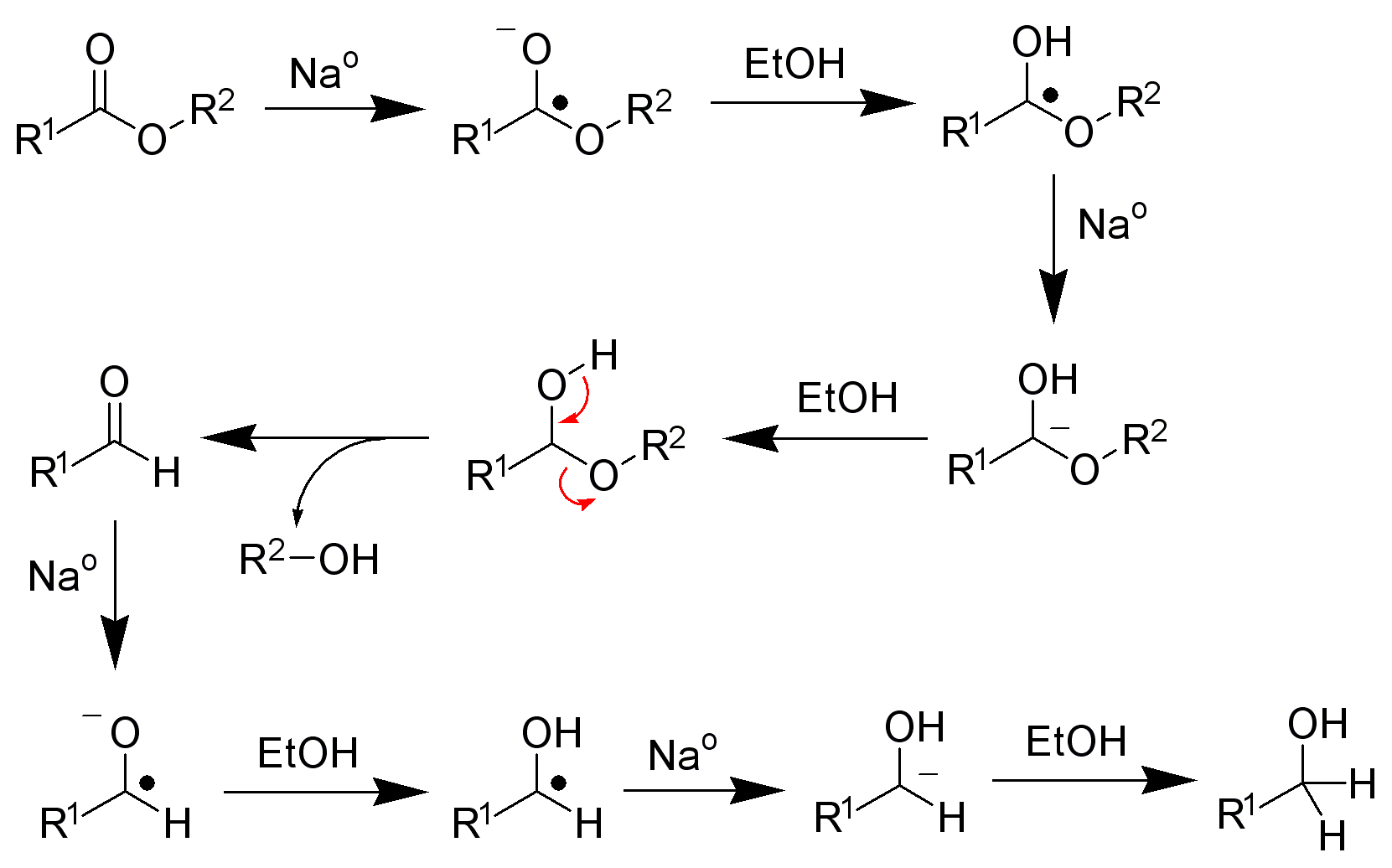

انتقال الإلكترون في الكيمياء هي عملية تحدث على المستوى بين الجزيئي من حيث إعادة تموضع الإلكترونات من ذرة أو جزيء إلى ذرة أو جزيء آخر. يعد انتقال الإلكترون وصفاً للحركية في تفاعلات أكسدة-اختزال، والتي تتضمن حركة الإلكترونات بين المؤكسد والمختزل وتترافق بتغير حالة الأكسدة. تتضمن تفاعلات انتقال الإلكترون عادة وجود معقدات تناسقية.
تدخل عملية انتقال الإلكترون في العديد من العمليات الحيوية بما في ذلك ربط التنفس الخلوي والتركيب الضوئي وإزالة السمية وغيرها.